# Gotthold Gloger
Gotthold Gloger (Königsberg, 17 de junio de 1924 - Kraatz, 16 de octubre de 2001) fue un escritor y pintor alemán.

## Vida
Ya de niño recibió clases de pintura y dibujo; desde 1941 acudió a la Kunstgewerbeakademie de Königsberg. Simultáneamente surgieron sus primeros intentos literarios. En 1942 participó como soldado de la Wehrmacht en la Segunda Guerra Mundial y más adelante fue miembro del batallón de castigo 999.
Después del final de la guerra realizó una licenciatura en Arte en Fráncfort del Meno y acudió como oyente a cursos de filología románica y filosofía. En los años 1947-1948 estuvo en Italia y el sur de Francia. Debido a su participación en una huelga de los trabajadores del puerto de Marsella fue detenido y recluido durante un tiempo en una prisión militar en Estrasburgo. En 1954 se trasladó a la República Democrática Alemana (RDA). En los años 1955-1956 fue estudiante en el Deutsches Literaturinstitut Leipzig. Después vivió como pintor y escritor independiente hasta 1967 en Meiningen y desde 1970 en Kraatz.
Su labor literaria abarcaba novelas, relatos y literatura infantil y juvenil así como guiones cinematigráficos y televisivos. Sentía predilección por los temas históricos. La crítica destacó su narrativa clara y su atención en los detalles.
Fue miembro desde 1954 del club PEN de la RDA. En 1954 recibió el premio Heinrich Mann y en 1961 el Kinderbuchpreis del Ministero de Cultura de la RDA.

## Obra
- Philomela Kleespieß trug die Fahne (1953)
- Der Soldat und sein Lieutenant (1955)
- Die auf den Herrn warten (1958)
- Der dritte Hochzeitstag (1960)
- Rot wie Rubin (1961)
- Der Bauerbacher Bauernschmaus (1963)
- Frido, fall nicht runter (1965)
- Meininger Miniaturen (1965)
- Das Aschaffenburger Kartenspiel (1969)
- Kathrins Donnerstag (1970)
- Der Mann mit dem Goldhelm (1972)
- Der Bäckerjunge aus Beeskow (1974)
- Ritter, Tod und Teufel (1976)
- Das Rübenfest und andere Geschichten (1979)
- Berliner Guckkasten (1980)
- Freundlich ist die Nacht (1980)
- Leb vergnügt oder Die Ermordung des Hofmarschalls von Minutoli zu Meiningen (1981)
- Meine Feder für den König (1985)

## Filmografía
- Addio, piccola mia (1979)